# Астрахан
А́страхан (на руски: Астрахань; на татарски: Ästerxan) е град в източния дял на европейската част на Русия. Разположен е на Прикаспийската низина, в горната част на делтата на река Волга. Отстои на 1534 км югоизточно от Москва. Административен център е на Астраханска област. Населението му към 1 януари 2018 е 533 925 души.

## География
Градът е разположен на 11 острова, с обща площ около 500 км². Климатът е континентален. Средна температура през януари − 10 °C, през юли – 25 °C. Валежи 230 мм на година.

## История
Основан е през 1558 г. и получава градски права през 1717 г. Вероятно селището е било заселено още по време на управлението на монголските династии в Русия. Иван IV завладява Астрахан през 1556 г., което дава на Русия пълен контрол над река Волга. Така Астрахан се превръща във важен търговски център.
През 1790 – 1796 година е център на Кавказкото наместничество.

## Политика
Административно Астрахан е разделен на 4 района: Кировски, Съветски, Ленински и Трусовски. Сегашният кмет се казва Сергей Анатолиевич Боженов.

## Обществени институции и забележителности
В града има 5 ВУЗ-а, 4 театъра, филхармония, картинна галерия, музеи. Има градски кремъл, построен през 1580-те години, и катедрала от началото на 18 век.

## Известни личности
Родени в Астрахан
- Ринат Дасаев (р. 1957), футболист
- Дмитрий Дюжев (р. 1978), актьор
- Борис Кустодиев (1878 – 1927), художник
- Василий Тредиаковски (1703 – 1768), поет

Починали в Астрахан
- Владимир Ляхов (1941 – 2018), украински космонавт